# Gieltjesdorp
Gieltjesdorp is een buurtschap, bestaande uit ongeveer vijftien boerderijen en woningen, in het zuidoosten van de woonplaats Kockengen, gemeente Stichtse Vecht. De weg waaraan Gieltjesdorp ligt, draagt dezelfde naam. Deze is een deel van de verbindingsweg tussen de woonplaatsen Wilnis en Haarzuilens via de buurtschap Portengen. Als men van noord naar zuid gaat, begint Gieltjesdorp bij een spoorwegovergang over de spoorweg Woerden-Breukelen. Het eindigt bij de watergang Haarrijn op de grens tussen de gemeenten Stichtse Vecht en Utrecht. De lengte van het weggedeelte dat de naam Gieltjesdorp draagt, is ongeveer 700 meter. 

## Geschiedenis
Gieltjesdorp was vóór 1795 een gerecht dat deel uitmaakte van een cluster van naburige gerechten, die gezamenlijk werden bestuurd door een schout en elf schepenen. Deze schepenen waren als volgt verdeeld over de gerechten:
- Gerecht Laag-Nieuwkoop: twee schepenen;
- Gerecht Portengen-Zuideinde: twee schepenen;
- Loefsgerecht van Ruwiel: een schepen;
- Gerecht Gieltjesdorp: twee schepenen;
- Gerecht Vijfhoeven: een schepen;
- Gerecht Gerverscop-Utenhams: een schepen;
- Gerecht Gerverscop-Staten: twee schepenen.

In 1795 wordt uit zeven gerechten, waaronder de vier eerstgenoemde gerechten van bovenstaand cluster, een groot gerecht Kockengen gevormd. Al in 1798 komt er een nieuwe combinatie van elf gerechten, waaronder Gieltjesdorp, die de naam Breukelen krijgt. In 1801 wordt deze opgeheven en wordt de oude situatie hersteld. Op 1 januari 1812 wordt een gemeente Breukelen gevormd die uit tien voormalige gerechten bestaat. Op 1 januari 1818 wordt deze gemeente Breukelen verdeeld over vijf nieuwe gemeenten. Een van deze vijf is de gemeente Laag-Nieuwkoop. Hiervan maakt dan Gieltjesdorp deel uit. Op 1 mei 1942 wordt deze gemeente bij de gemeente Kockengen gevoegd. Dit duurt tot 1 januari 1989. Dan komt Kockengen bij de gemeente Breukelen, en die gemeente wordt op 1 januari 2011 samengevoegd met de gemeenten Maarssen en Loenen tot de gemeente Stichtse Vecht.

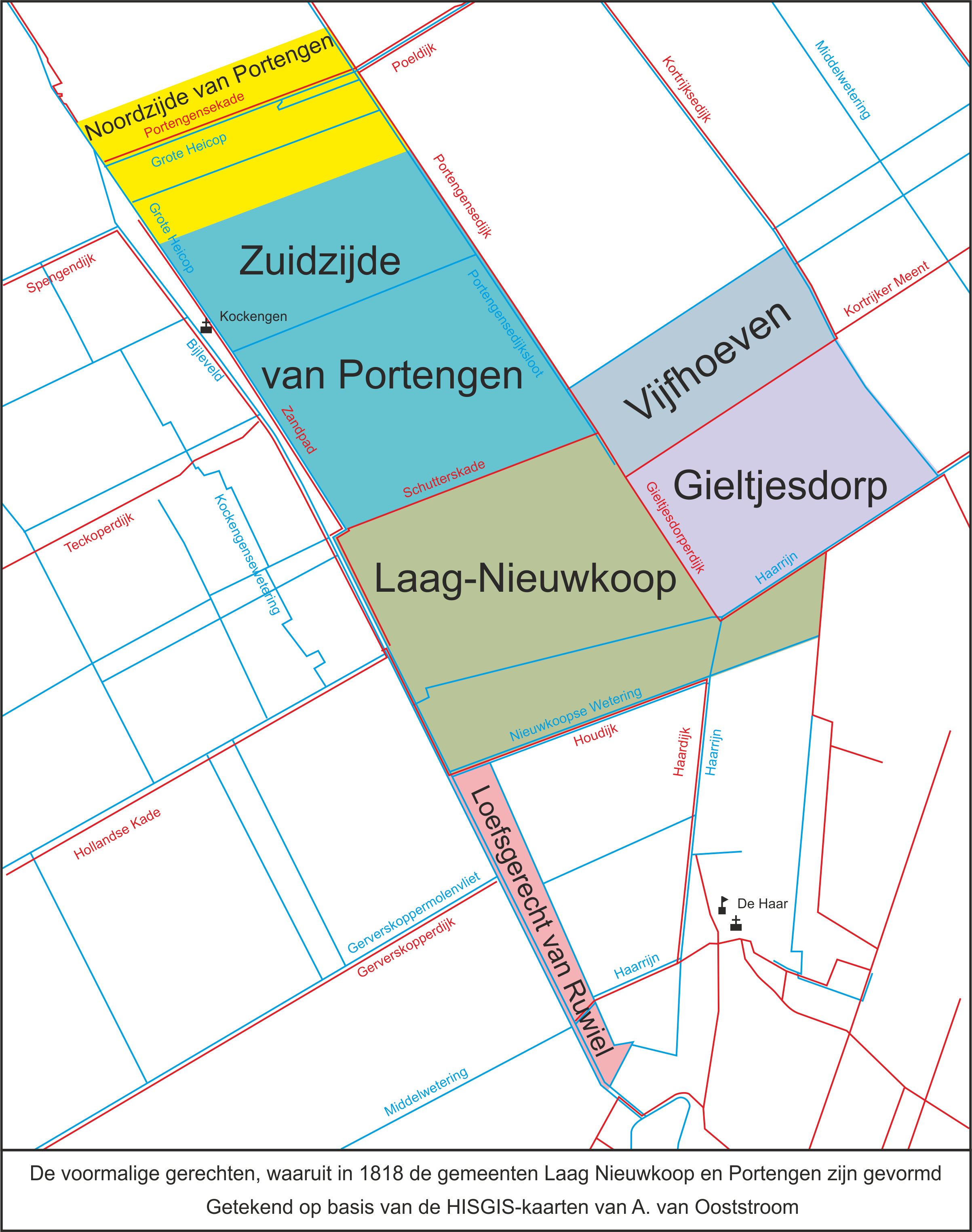